# 相武台前駅

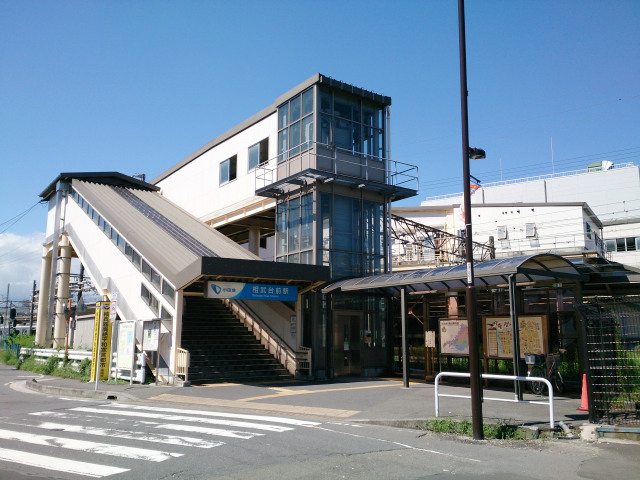
南口（2015年8月）

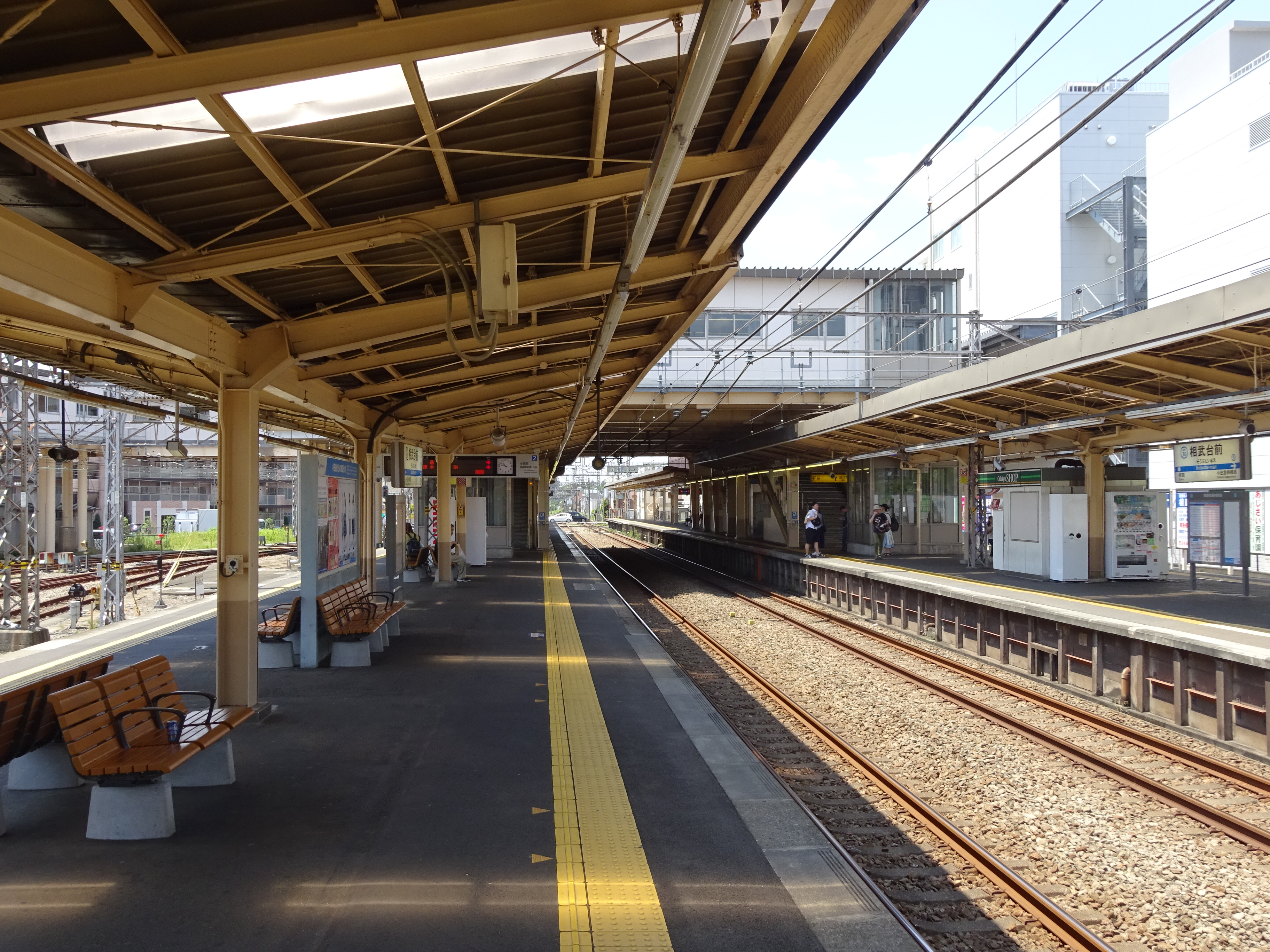
ホーム（2017年6月）

相武台前駅（そうぶだいまええき）は、神奈川県座間市相武台一丁目にある、小田急電鉄小田原線の駅である。駅番号はOH 30。

## 概要
当駅開設エピソードとして、当初の開通ルートは町田（旧・新原町田駅）から広野台方面（現・座間温泉）付近を通り厚木方面に抜ける予定であったが、地域住民の要望もあり、開設時に小田原急行鉄道側より「7000坪を寄付すれば計画路線変更と駅設置に応じる」ということで村内（旧・座間村）から土地の寄付を募り、小田原急行鉄道も1500坪の土地を購入して現在地に鉄道敷設および駅新設が行われた。そして変更に伴う海老名までのルートは当初旧市街（座間大通り）付近を考慮していたものの既に集落があったため反対運動が起こり、現行ルートとなった。また当初は江ノ島線の当駅からの分岐計画があったが、多くの農業地に計画路線が掛かることから、相模大野駅分岐ルートへ変更となった。
開設当初は、小田原急行鉄道貨車工場、検車設備（相武台工場）を備える駅であった。1962年（昭和37年）の相模大野駅への統廃合まで機能していた。
1950年代後半までは農村地域でかつ米軍キャンプ等の関係者が利用する程度の駅であったが、当時の町の誘致等により南口方面に工場を誘致し様相を変えて行く。1960年代からは日産自動車等の大企業進出等により工業都市かつ、人口増加に伴い近郊都市の駅として発展した。

## 歴史
大日本帝国陸軍士官学校があった時代、駅舎内には、士官学校を視察する皇族のために貴賓室が設置されていた。また、歴代士官学校長は小田急線新宿駅 - 当駅間を、来校時に利用したという。その1人に、沖縄戦で玉砕した陸軍中将・牛島満がいた。
1935年（昭和10年）、関東大震災復興のための相模川砂利運搬用に小田急砂利軌道が敷設され、当駅は相模原市南区磯部と共に発着駅であったが、1941年（昭和16年）廃線となった。

### 年表
- 1927年（昭和2年）4月1日：高座郡座間村大字座間字出口4759番地に座間駅（ざまえき）として開設。「直通」の停車駅となる。なお、各停は、新宿駅 - 稲田登戸駅（現・向ヶ丘遊園駅）間運行であり、当駅までの運行はなかった。
- 1937年（昭和12年）
  - 1月1日：士官学校前駅（しかんがっこうまええき）へ改称[8]。
  - 9月1日：急行停車開始。
- 1940年（昭和15年）12月15日：相武台前駅（そうぶだいまええき）に改称[9]。
- 1944年（昭和19年）11月：太平洋戦争戦況悪化に伴い、急行運行中止。
- 1945年（昭和20年）6月：各停が全線運行されることとなり、停車駅となる。同時に「直通」廃止。
- 1946年（昭和21年）10月1日 - 準急新設、停車駅となる。
- 1960年（昭和35年）3月25日：通勤準急新設、停車駅となる。同時に、一部通勤急行・急行の停車駅となる。
- 1962年（昭和37年）10月19日：相武台工場廃止。
- 1970年（昭和45年）7月：橋上駅舎化。
- 1971年（昭和46年）4月16日：駅ビル完成。
- 1972年（昭和47年）12月1日：南口完成[10]。
- 1999年（平成11年）7月17日：一部急行停車廃止、急行は全列車通過となる。
- 2001年（平成13年）3月：南北出口および改札階 - ホーム階間を連絡するエレベーター使用開始（これに伴い、駅舎増築工事実施）。
- 2004年（平成16年）12月11日：区間準急新設、停車駅となる。
- 2009年（平成21年）2月25日：行先案内表示器新設、使用開始。
- 2013年（平成25年）7月3日：駅ビル（現・小田急マルシェ相武台）建替えを行い、リニューアルオープン
- 2014年（平成26年）1月：OH 30の駅ナンバリング導入、使用開始[11]。
- 2018年（平成30年）3月17日：通勤準急新設、停車駅となる。同時に当駅終着列車設定消滅。

### 駅名の由来
駅所在地が「高座郡座間村」であったことから、「座間駅」として開設。その後、「陸軍士官学校本科」が座間村に移転されたのに伴い、「士官学校前」へ改称された（なお、「座間村」は士官学校移転で「座間町」へ町制施行した）。その後、昭和天皇が「士官学校」の別名として「相武台」と命名し、駅名も「相武台前」と改称された。駅名改称の真の理由は防諜上の問題であり、「士官学校前」であれば敵国が日本本土に攻撃を行う際、標的にされてしまいかねないことから、士官学校の別名である「相武台」に「前」を付け改称した。帝国陸軍士官学校本科の跡地は、在日米軍キャンプ座間となっている。
「相武台」ではなく「相武台前」であるのは昭和天皇の命名した相武台をそのまま利用出来なかった（軍部より軍施設に関してのみ相武台とするという指示があった）ためである。このため、士官学校が解体されると地名として広く用いられるようになり、駅周辺の座間市と相模原市の地名は相武台となっている。

## 駅構造

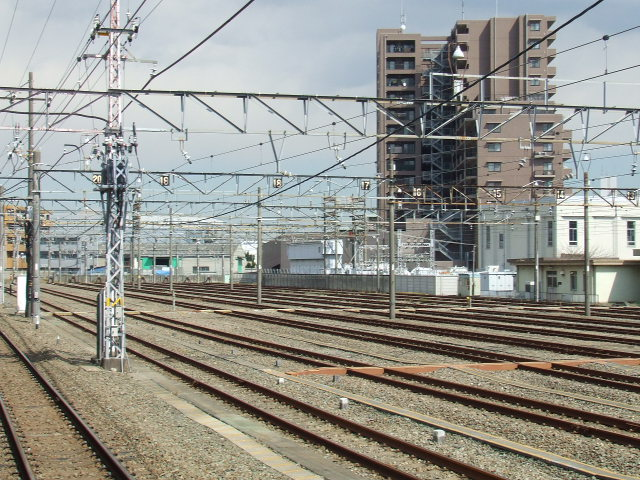
電留線

島式ホーム2面4線を有する地上駅。橋上駅舎を備え、駅舎南側に電留線がある。
1999年（平成11年）7月ダイヤ改正までは朝・夕方に旧・日産座間工場の通勤客の利便性向上を目的として一部の急行が停車していたため、下りホームには分割案内板Aが存在していたが、2008年（平成20年）時点では撤去されている。
駅舎南側にある留置線は、小田急電鉄の電気機関車・貨車基地であった相武台工場跡地である。同工場の大野工場への統合・廃止後も電気機関車・貨車は引続き工場跡の留置線を基地として運用（月検査は海老名検車区が担当）され、本線用電気機関車・貨車全廃まで継続した。
上下線共に、ラッシュ時は当駅で快速急行の通過待ちを行う各停・通勤準急が多い。日中時間帯の下り各駅停車は、一部が当駅で特急ロマンスカー（※土曜・休日ダイヤでは、特急ロマンスカーに加えて急行もしくは快速急行）の通過待ちを行う。
当駅始発上り列車が平日朝2本設定されている。以前は当駅止まりの終電間際列車が平日・土休日2本設定されていたが、2018年（平成30年）3月ダイヤ改正で海老名行に延長される形で廃止された。なお、輸送障害発生時には当駅で折返しが行われる場合がある。

### のりば
| ホーム | 路線     | 方向 | 行先                          |
| ------ | -------- | ---- | ----------------------------- |
| 1・2   | 小田原線 | 下り | 小田原・箱根湯本方面          |
| 3・4   | 小田原線 | 上り | 相模大野・新宿・ 千代田線方面 |

内側2線（2・3番ホーム）が主本線、外側2線（1・4番ホーム）が待避線である。
電留線には10両編成1本・8両編成3本・6両編成3本、それ以外に1・4番ホームに10両編成の夜間留置がある。

### 駅構内設備
- トイレは駅構内改札階、下りホームへの階段脇にある。
- エレベーターは改札階と各ホーム階を連絡する。
- エスカレーターはない。
- 両ホーム共に自動販売機が設置されている。上りホームの売店は2008年（平成20年）7月に廃止。
- 上りホーム上に待合室がある。
- 2009年（平成21年）2月25日、行先案内表示器が設置された[21]。

## 利用状況
2024年度（令和6年度）の1日平均乗降人員は35,603人である（小田急線全70駅中29位）。座間市と相模原市の市境付近に位置するため、両市の市民が利用する。
近年の乗降・乗車人員の推移は以下の通り。
| 年度               | 1日平均 乗降人員 | 1日平均 乗車人員 | 出典                |
| ------------------ | ---------------- | ---------------- | ------------------- |
| 1975年（昭和50年） | 32,405           |                  |                     |
| 1980年（昭和55年） | 36,235           |                  |                     |
| 1985年（昭和60年） | 39,880           |                  |                     |
| 1989年（平成元年） | 44,960           |                  |                     |
| 1993年（平成05年） | 47,728           |                  |                     |
| 1995年（平成07年） |                  | 23,092           | [ 神奈川県統計 1 ]  |
| 1998年（平成10年） | 44,228           | 21,709           | [ 神奈川県統計 2 ]  |
| 1999年（平成11年） |                  | 21,037           | [ 神奈川県統計 3 ]  |
| 2000年（平成12年） |                  | 20,728           | [ 神奈川県統計 3 ]  |
| 2001年（平成13年） |                  | 20,554           | [ 神奈川県統計 4 ]  |
| 2002年（平成14年） | 41,829           | 20,760           | [ 神奈川県統計 5 ]  |
| 2003年（平成15年） | 41,987           | 20,872           | [ 神奈川県統計 6 ]  |
| 2004年（平成16年） | 41,317           | 20,730           | [ 神奈川県統計 7 ]  |
| 2005年（平成17年） | 40,814           | 20,457           | [ 神奈川県統計 8 ]  |
| 2006年（平成18年） | 40,357           | 20,230           | [ 神奈川県統計 9 ]  |
| 2007年（平成19年） | 40,302           | 20,202           | [ 神奈川県統計 10 ] |
| 2008年（平成20年） | 39,977           | 20,047           | [ 神奈川県統計 11 ] |
| 2009年（平成21年） | 39,301           | 19,697           | [ 神奈川県統計 12 ] |
| 2010年（平成22年） | 39,160           | 19,597           | [ 神奈川県統計 13 ] |
| 2011年（平成23年） | 37,931           | 18,987           | [ 神奈川県統計 14 ] |
| 2012年（平成24年） | 38,110           | 19,075           | [ 神奈川県統計 15 ] |
| 2013年（平成25年） | 38,869           | 19,440           | [ 神奈川県統計 16 ] |
| 2014年（平成26年） | 38,430           | 19,198           | [ 神奈川県統計 17 ] |
| 2015年（平成27年） | 38,851           | 19,406           | [ 神奈川県統計 18 ] |
| 2016年（平成28年） | 39,399           | 19,680           | [ 神奈川県統計 19 ] |
| 2017年（平成29年） | 40,359           | 20,179           | [ 神奈川県統計 20 ] |
| 2018年（平成30年） | 40,372           | 20,190           | [ 神奈川県統計 21 ] |
| 2019年（令和元年） | 40,324           | 20,171           | [ 神奈川県統計 22 ] |
| 2020年（令和02年） | 29,688           |                  |                     |
| 2021年（令和03年） | 31,215           |                  |                     |
| 2022年（令和04年） | 33,753           |                  |                     |
| 2023年（令和05年） | 35,238           |                  |                     |
| 2024年（令和06年） | 35,603           |                  |                     |

## 駅周辺

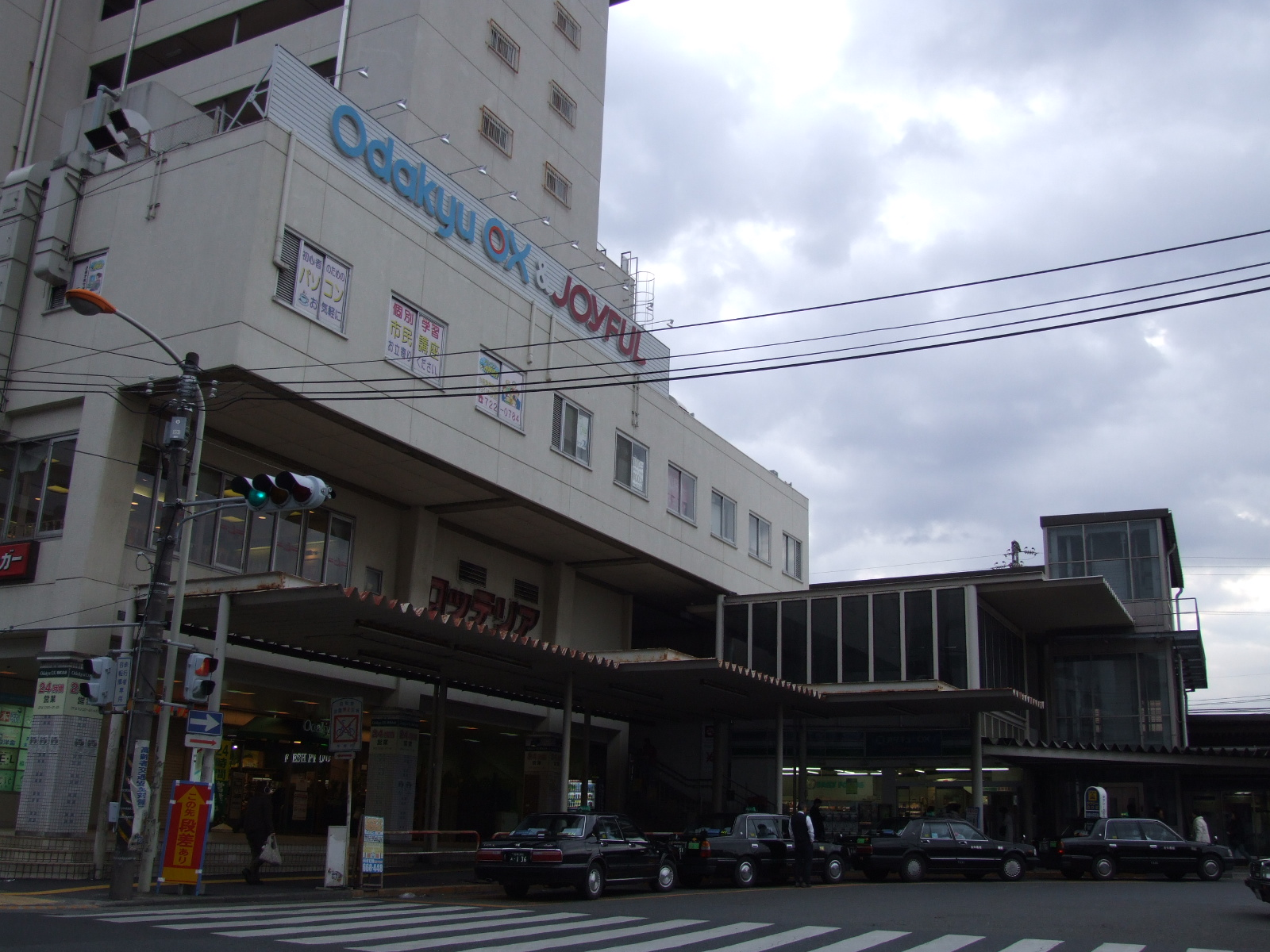
かつての小田急ジョイフル相武台

駅前北側を東西に行幸道路（神奈川県道51号町田厚木線）が通っており、北側は座間市との市境が入り組んでいるが大半が相模原市南区相武台地域、南側が座間市相武台地域となる。西方面には米軍施設（キャンプ座間）と陸上自衛隊座間駐屯地があり、住宅地と並存している。
駅舎北側には駅ビル小田急マルシェ相武台（Odakyu OXなどが入居。鉄筋5階建て）を備える。南口にも以前は大型店（イトーヨーカドー相武台店）が出店していたが撤退。商業施設は数えるほどしかなく、住宅施設が大半を占め、東京、横浜方面からのベッドタウンとしての色が強い。1995年（平成7年）に座間市役所が移転し、最寄り駅となるが、駅前再開発や大々的な整備が行われることもなく昭和40年代半ばに駅前整備を行った状態をほぼ維持している。
1971年（昭和46年）4月16日竣工の駅ビルは鉄筋10階建てで、下層階の1 - 3FはOdakyu OXなどの店舗が入居する小田急ジョイフル相武台、上層階は小田急相武台アパートであったが、2011年（平成23年）6月末で1F部分のOdakyu OXを除く全店舗が駅ビル建替えのため全閉鎖となり（箱根そばは一旦閉鎖したものの、後に再オープンしている）、同年11月に1階部分のOdakyu OXも駅前駐車場がある場所に建設された仮店舗へと一時移転した。現駅ビルは、2013年（平成25年）7月3日にオープンしている。相武台下駅とは約3km離れている。

### 北口
- 有料駐車場
- 相模原相武台郵便局
- 相模原新磯野郵便局
- 小田急マルシェ相武台
スーパー、飲食店、ドラッグストア等が入居。詳細は小田急電鉄公式サイト「小田急マルシェ相武台」を参照
- クリエイトSD相模原相武台店
- 横浜銀行座間支店・相武台北支店 
開設当時、店舗が座間大通りの旧市外にあったため、その名残で座間支店となっている。
2017年（平成29年）2月6日に相武台北支店をブランチインブランチ方式により同店舗内に移転。
- 城南信用金庫相武台支店
- 座間警察署相武台前交番
- 在日アメリカ陸軍キャンプ座間・陸上自衛隊座間駐屯地

最寄の公共機関
- 座間市役所
- ハーモニーホール座間（座間市立市民文化会館）
- スカイアリーナ座間（座間市立市民体育館）
- 大坂台公園
- 座間市立図書館
- 座間市消防本部
- 座間総合病院
- 医療法人社団昌栄会 相武台病院
- 座間郵便局：最寄は小田急相模原駅。
- 相模原市役所 相武台出張所
- 相模原市立総合体育館
- 県立相模原公園
- 相模原市立相模原麻溝公園
  - 相模原麻溝公園競技場（相模原ギオンスタジアム）
- 県立座間谷戸山公園

### 駅設備
- エレベーターは改札階と北口間を連絡する。
- エスカレーターは北口側のみ設置されている。
- 横浜銀行ATMコーナー（座間支店相武台前駅出張所）
- 箱根そば
- 売店（セブン-イレブン小田急相武台前店）

### 南口
- スーパー三和 相武台店
- 業務スーパー TAKENOKO 相武台店
- きらぼし銀行 相武台支店
- 相武台南口商店街
- 大理石ベンチ（恋人たちのモニュメント）
- かにが沢公園
- ひまわり公園
- 県立座間谷戸山公園
- 座間市立座間中学校
- 座間市立相武台東小学校
- 座間市役所
- 座間温泉
- 都南自動車教習所

### 駅設備
- エレベーターは改札階と南口間を連絡する。
- エスカレーターはない。

## バス路線
神奈川中央交通（大和営業所・相模原営業所）により、以下の路線が運行されている。綾76はかつて相鉄バスが開設した名残で「綾」系統が採用されている（2006年（平成18年）に神奈中へ全面移管）
相武台前駅
- 北口ロータリーに存在するバス停留所である。

| 1番のりば |                        |                           |
| 台04      | 立野台                 | 座間四ツ谷 行             |
| 海10      | 立野台                 | 海老名駅東口 行           |
| 台12      | ひばりが丘一丁目       | 南林間駅 行               |
| 綾76      | 北向庚申前             | さがみ野駅北口 行         |
| 2番のりば |                        |                           |
| 台01      |                        | 相武台団地循環            |
| 台01      | 深夜バス               | 保育園前 行               |
| 台13      |                        | 北里大学病院・北里大学 行 |
| 相27      | 北里大学病院・北里大学 | 相模原駅南口 行           |
| 3番のりば |                        |                           |
| 台02      |                        | 相武台グリーンパーク 行   |
| 4番のりば |                        |                           |
| 台06      | 相武台下駅             | 磯部 行                   |
| 台14      |                        | 原当麻駅 行               |

相武台前駅南口
停留所名は同一であるものの、綾76とザマフレンド号の乗り場は場所が全く異なり、綾76はきらぼし銀行付近、ザマフレンド号はローソン・スリーエフ付近にある。
- 綾76：北向庚申前経由 さがみ野駅北口行、相武台前駅行
- ザマフレンド号・Bコース（〈緑ケ丘経由〉小松原・相模が丘循環右回りコース） - イオンモール座間・小松原方面行、座間市役所行
- ザマフレンド号・Cコース（〈栗原小池経由〉小松原・相模が丘循環左回りコース） - イオンモール座間・相模台方面行、座間市役所行

## 急行停車要望
当駅は1999年（平成11年）7月ダイヤ改正以降、全急行が通過しているが、神奈川県鉄道輸送力増強促進会議は2006年度（平成18年度）より、小田急電鉄向け要望書で当駅への急行停車を要望している。これに対し、小田急は、「乗降人員および急行利用人員の減少」を理由に、停車させる計画はないとしている。但し、早朝・深夜帯は一部の急行が新百合ヶ丘あるいは相模大野以西において各停となり、当駅へ停車している。

## 隣の駅
小田急電鉄
 小田原線

■快速急行・■急行
通過
□通勤準急・■準急・■各駅停車（通勤準急は平日朝上り、準急は平日夜間下りのみ）
小田急相模原駅 (OH 29) - 相武台前駅 (OH 30) - 座間駅 (OH 31)

## 作品

### 音楽
- Jam9『相武台前』